# Jardinópolis (São Paulo)
Jardinópolis is een gemeente in de Braziliaanse deelstaat São Paulo. De gemeente telt 37.471 inwoners (schatting 2009).

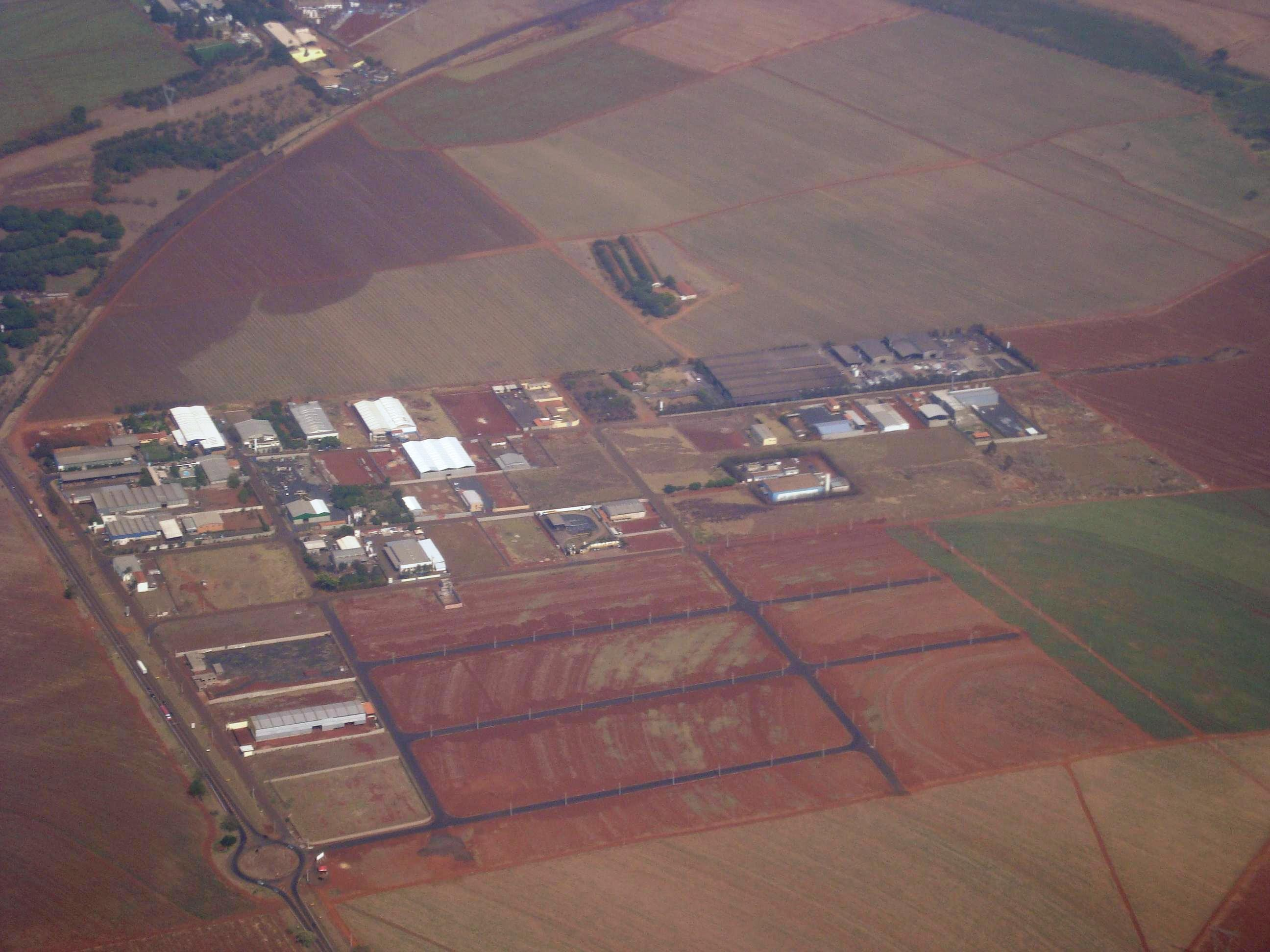
Industrieterrein van Jardinópolis